# Fierzadammen
Fierzadammen (albanska: Hidrocentrali i Fierzës), tidigare Hidrocentrali Drita e Partisë är en dammanläggning och ett vattenkraftverk i Shkodër prefektur i norra Albanien. Den dämmer upp floden Drin och reservoaren får också vatten från Vita Drin och Svarta Drin. Det är det översta vattenkraftverket i Drin. Nedströms ligger Komanidammen, Vau i Dejes och Ashtadammen.
Dammen konstruerades av albanska ingenjörer och byggnationen tog åtta år och sysselsatte 14 000 personer. Kraftverket är försett med fyra vertikala francisturbiner av kinesisk tillverkning med en effekt på 125 MW vardera.